# Friedenweiler
Friedenweiler ist eine Gemeinde und ein Höhenluftkurort im Landkreis Breisgau-Hochschwarzwald in Baden-Württemberg, rund sechs Kilometer östlich von Titisee-Neustadt im Hochschwarzwald.

## Geografie

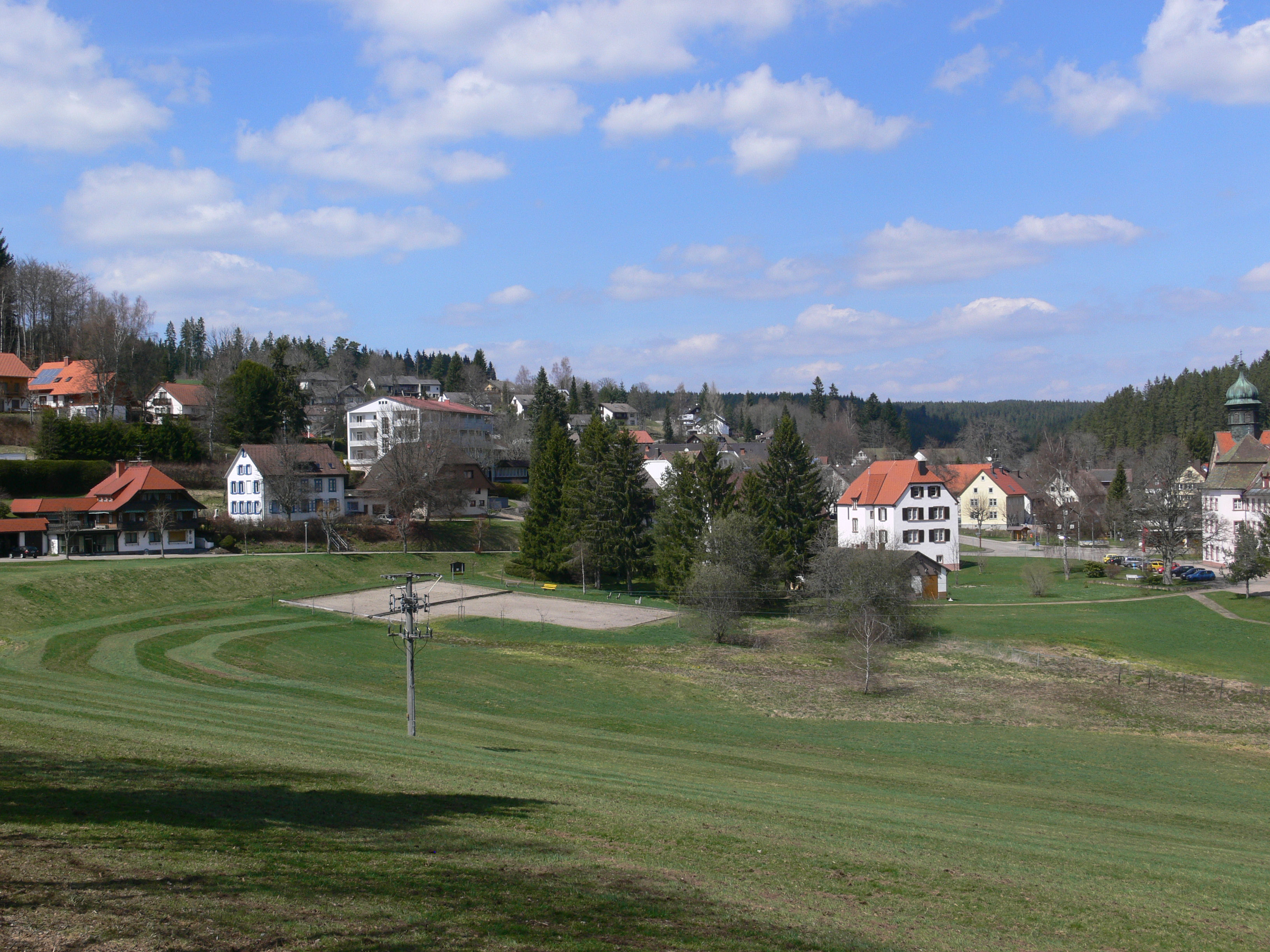
Friedenweiler

### Gemeindegliederung
Zur Gemeinde Friedenweiler mit der ehemaligen Gemeinde Rötenbach gehören acht Dörfer, Weiler und Einzelhäuser. Zur Gemeinde Friedenweiler in den Grenzen vom 31. Dezember 1974 (etwa 700 Einwohner) gehören das Dorf Friedenweiler, der Weiler Kleineisenbach und der Wohnplatz Steinhalden. Zur ehemaligen Gemeinde Rötenbach (etwa 1400 Einwohner) gehören das Dorf Rötenbach und die Wohnplätze Adlerwirtssäge, Beimühle, Birnenhäusle und Höhenhaus. Im Gemeindeteil Kossingen liegt die abgegangene Ortschaft Kossingen. Die Grenze zwischen beiden Gemeinden verlief entlang der Bundesstraße 31. Rötenbach liegt ungefähr fünf Kilometer südlich von Friedenweiler.

### Nachbargemeinden
Friedenweiler ist von folgenden Gemeinden des Landkreises Breisgau-Hochschwarzwald umgeben (von Norden im Uhrzeigersinn): Eisenbach (Hochschwarzwald), Löffingen, Lenzkirch und Titisee-Neustadt.

## Geschichte

### Bis zum 19. Jahrhundert
Friedenweiler wurde erstmals 1123 als Fridenwilare urkundlich genannt. Im 14. Jahrhundert wurde im Ort das Kloster Friedenweiler gegründet, das dann die Herrschaft über den Ort ausübte. Das von Benediktinerinnen gegründete Kloster wurde 1570 an Zisterzienserinnen übergeben. Durch Vertrag vom 16. November 1802 wurde der klösterliche Besitz an den Fürsten zu Fürstenberg übertragen. Die weltliche Macht ging infolge des Reichsdeputationshauptschlusses auf das Großherzogtum Baden über.

### Vereinigung der Gemeinden Friedenweiler und Rötenbach
Am 1. Januar 1975 wurden im Zuge der Gemeindereform die ehemals selbständigen Gemeinden Rötenbach und Friedenweiler zur Gemeinde Friedenweiler zusammengelegt. Beide Ortsteile gehörten bis zum 31. Dezember 1972 dem Landkreis Hochschwarzwald an und gelangten infolge der Kreisreform am 1. Januar 1973 zum neugebildeten Landkreis Breisgau-Hochschwarzwald.

## Politik

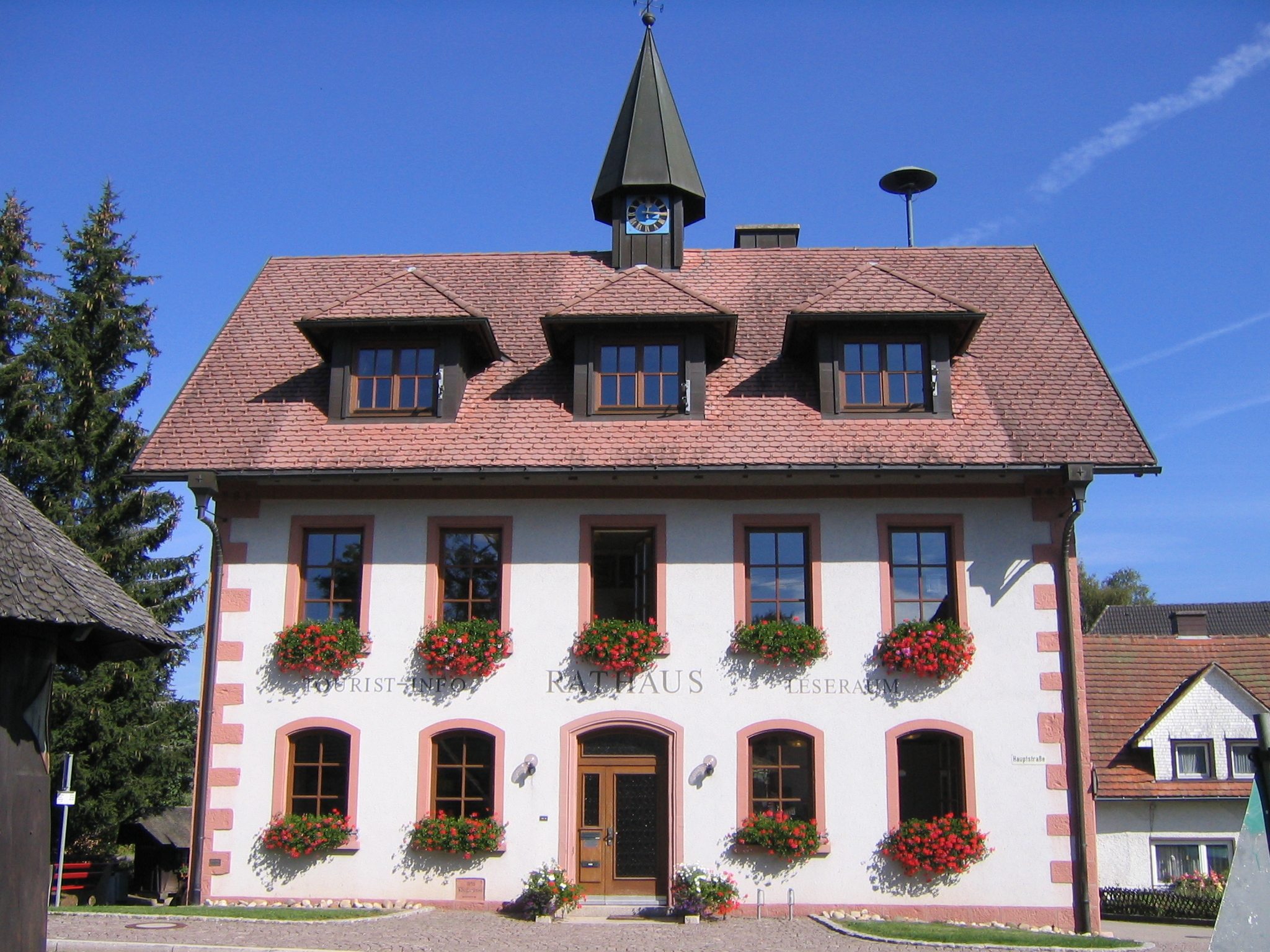
Rathaus der Gemeinde Friedenweiler in Rötenbach

### Gemeinderat
Der Gemeinderat ist nicht parteipolitisch geprägt. Seit der Gemeinderatswahl vom 9. Juni 2024 mit einer Wahlbeteiligung von 67,6 % (2019: 66,5 %) besteht folgende Sitzverteilung im Gemeinderat: die „Freie Bürgerliste“ (Stimmenanteil 63,8 %) nimmt sieben und die „Freie Wählergemeinschaft“ (Stimmenanteil 36,2 %) nimmt vier Sitze ein.

### Bürgermeister
Bürgermeister der Gemeinde Friedenweiler ist seit 2013 Josef Matt (parteilos). Bei der Bürgermeisterwahl am 25. Oktober 2020 wurde er mit 94,06 Prozent der gültigen Stimmen im Amt bestätigt und für weitere acht Jahre gewählt.

### Verwaltungssitz
Das ehemalige Rathaus von Rötenbach ist heute Sitz der Gemeindeverwaltung von Friedenweiler.

### Wappen
Blasonierung: In Silber mit einem von Silber und Blau in Wolkenschnitt geteiltem Bord eine rote Kirche mit linksstehendem Zwiebelturm und silbernen Fenstern, im rechten Obereck eine blaue Pflugschar.
Der blau-silberne Rand im Wolkenschnitt erinnert an die bis 1806 andauernde Zugehörigkeit des Ortes zum Haus Fürstenberg, in dessen Wappen sich dieses Motiv wiederfindet. Die Kirche erinnert an das ebenfalls bis dahin bestehende Kloster Friedenweiler, und die Pflugschar ist ein altes Ortszeichen des Ortsteils Rötenbach.

## Kultur und Sehenswürdigkeiten

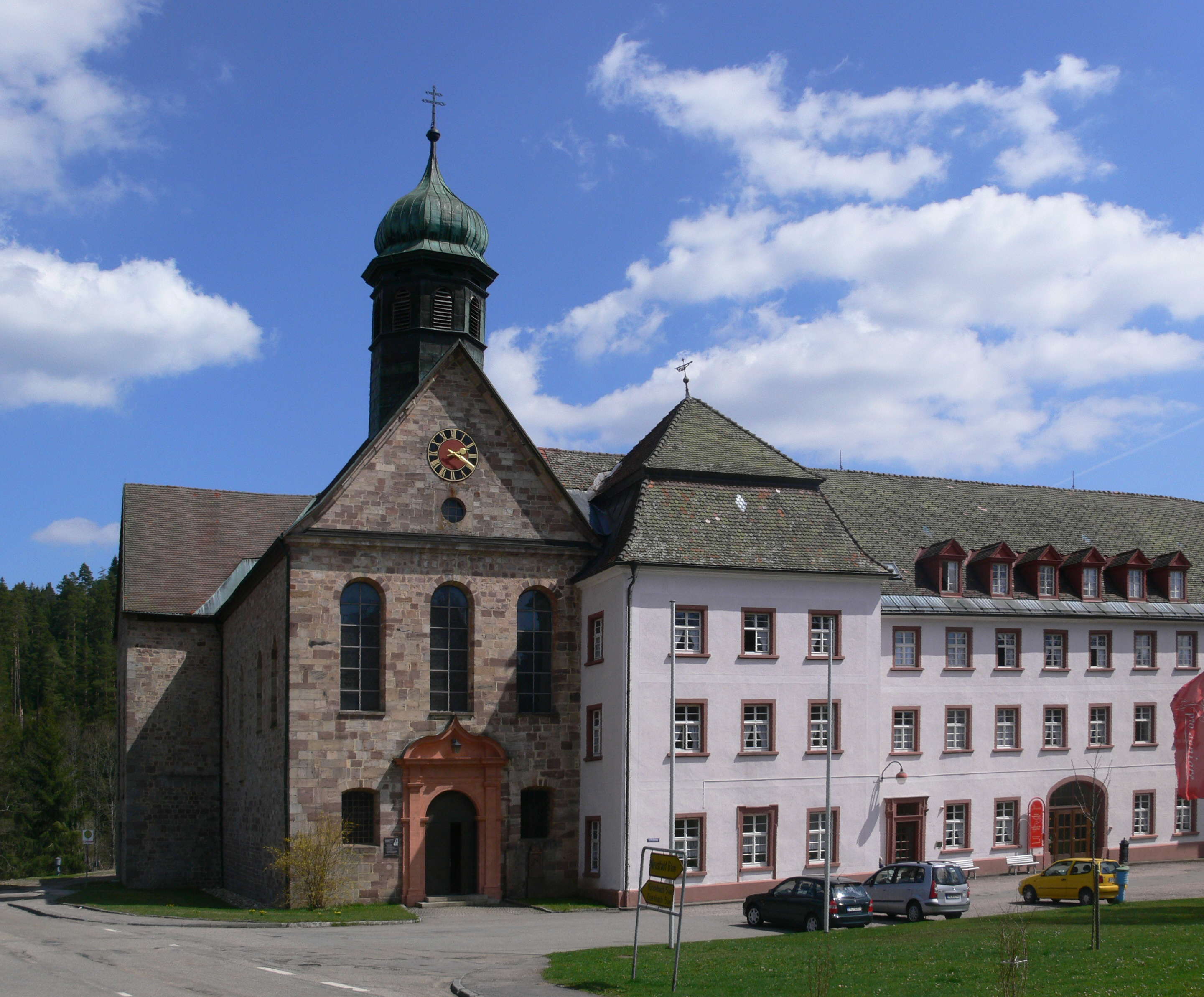
Ehemalige Klosterkirche in Friedenweiler

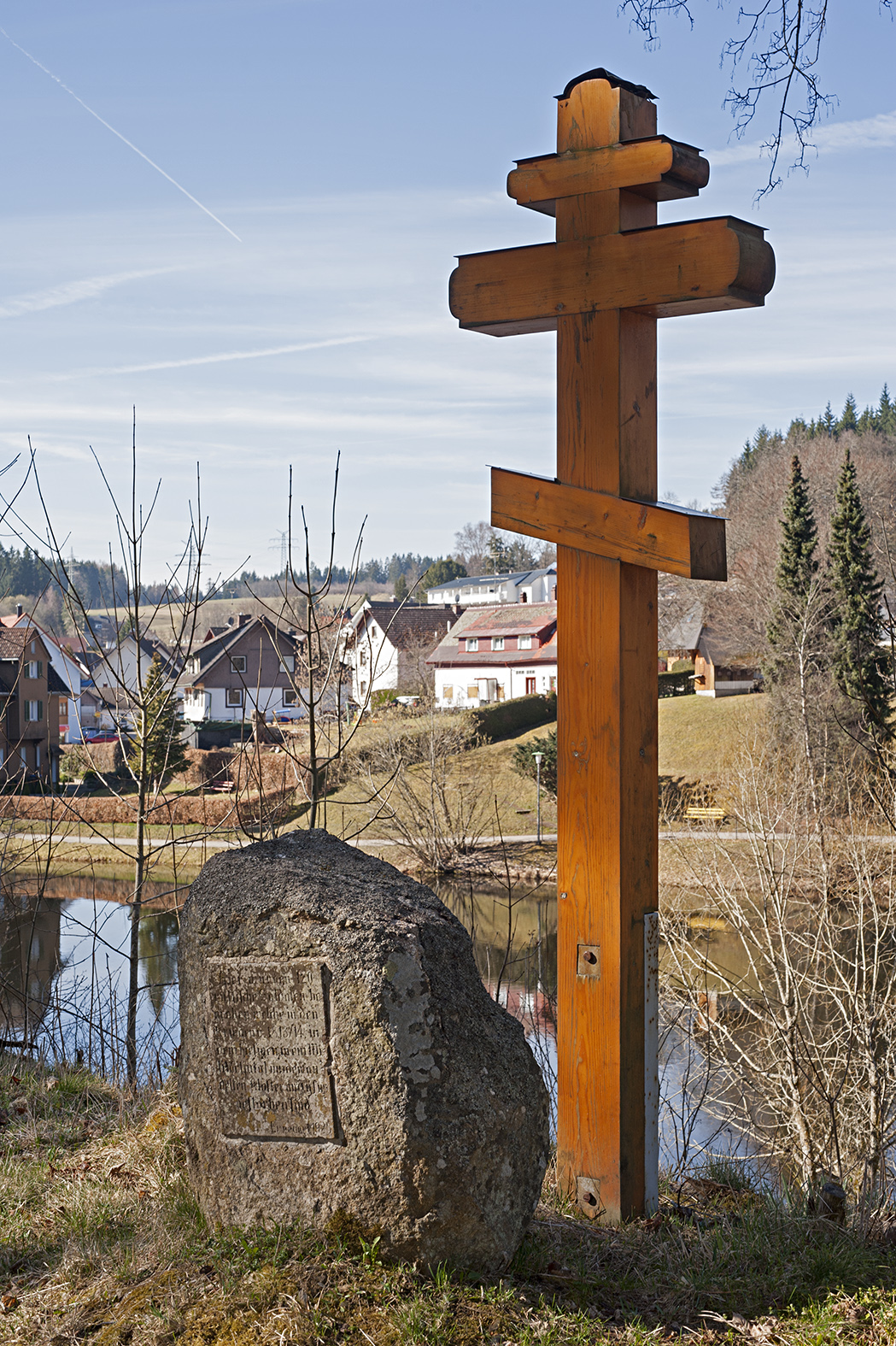
Russenkreuz

Die ehemalige Klosterkirche St. Johannes Baptist wurde im 16. Jahrhundert erbaut und nach einem Brand im 18. Jahrhundert von Peter Thumb im Innern neu gestaltet.
Im Ortsteil Friedenweiler liegt der kleine Klostersee mit einem Strandbad.

### Sport
Der SV Friedenweiler-Rudenberg, dessen erfolgreichste Starterin die Biathletin Annika Knoll (* 1993) ist, geht auf den 1924 gegründeten Ski-Club Friedenweiler zurück. Nachdem am Anfang dort nur Langlauf betrieben worden war, kamen Biathlon (Ende der 1970er-Jahre) und Skisprung zum Ausbildungsportfolio des Vereins hinzu. Nachdem der Skisprung in den 1980er-Jahren eingestellt worden war, wurden später die Skisprungschanze und die Biathlonanlage zurückgebaut. Zuvor waren dort Wettkämpfe ausgetragen worden, wie die Deutschen Meisterschaften im Biathlon 1996 und ein Teil des Biathlon-Europacups 1998/99.
Bei den Deutschen Meisterschaften im Biathlon 1986 hatte sich Peter Angerer in Führung liegend fünf Fehlschüsse geleistet und war so auf Platz 3 zurückgefallen.

## Wirtschaft und Infrastruktur

### Öffentliche Einrichtungen

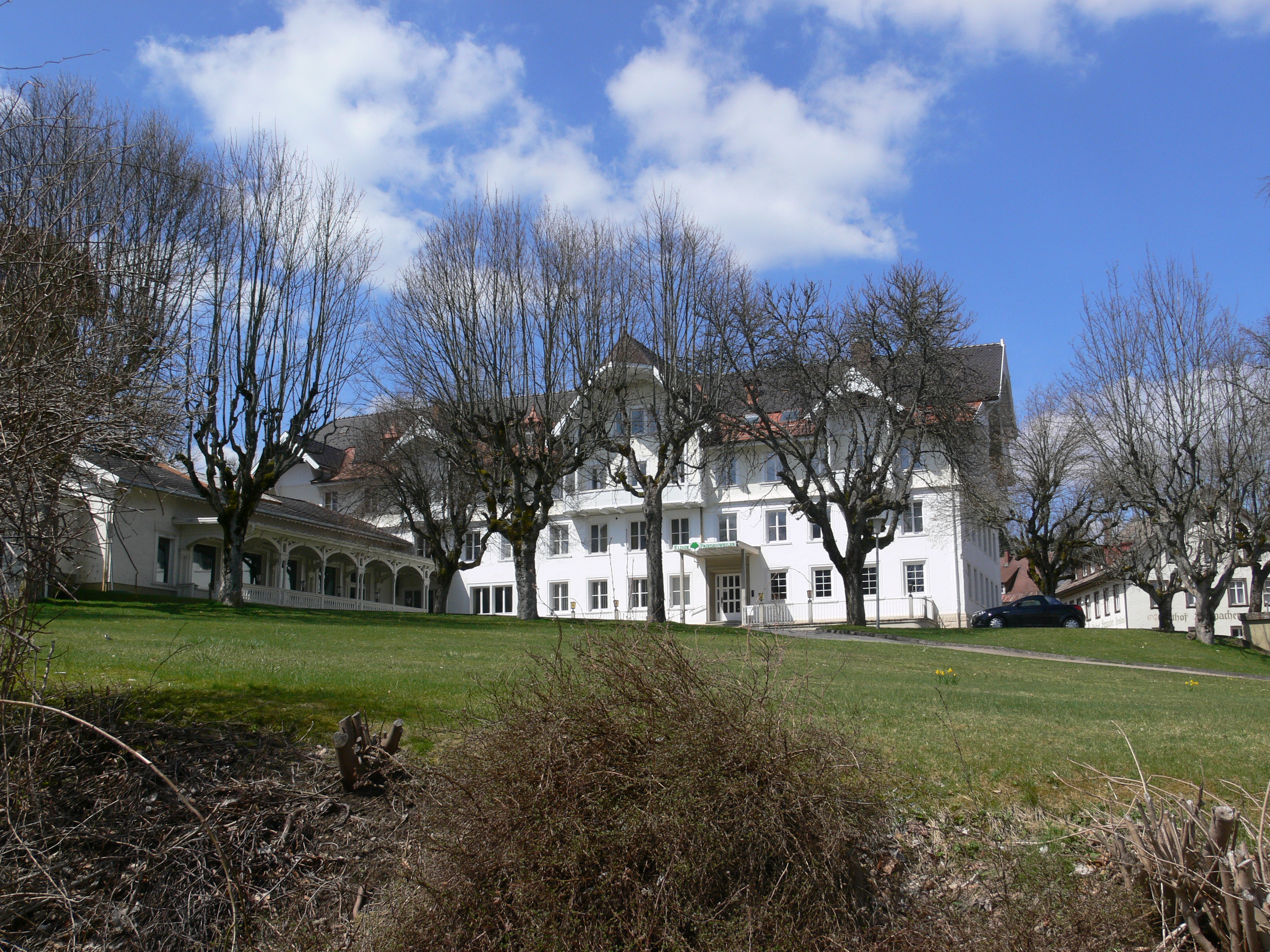
Klinik

- Direkt neben der ehemaligen Klosterkirche liegt das ehemalige Grand Hotel Baer's, in dem seit 2011 eine Fachklinik für Psychiatrie, Psychotherapie und Psychosomatik betrieben wird. Die Privatklinik gehört seit 2021 zur Oberberg Gruppe.[6]
- Im ehemaligen Konventstrakt des Klosters existierte von 1922 bis 1983 die Kinderheilstätte Schloss Friedenweiler.

### Verkehr

#### Fernstraße
Friedenweiler ist durch die Bundesstraße 31 an das überregionale Straßennetz angeschlossen. 

#### Bahn- und Busverkehr
Vom Bahnhof Rötenbach an der Höllentalbahn bestehen Verbindungen nach Villingen, Donaueschingen und Freiburg im Breisgau und somit an das Fernstreckennetz der Deutschen Bahn. Von Donaueschingen gibt es Zugverbindungen nach Karlsruhe und zum Bodensee sowie nach Sigmaringen und Ulm ins östliche Baden-Württemberg.
Durch zwei Buslinien der SüdbadenBus ist Friedenweiler mit Neustadt und Löffingen verbunden.

#### Radverkehr
Durch eine Alltagsroute aus dem Radnetz Baden-Württemberg sind Friedenweiler und Rötenbach mit Titisee-Neustadt und über den Löffinger Ortsteil Dittishausen und über Bräunlingen mit Donaueschingen verbunden. 
Der Schwarzwald-Radweg von Karlsruhe nach Lörrach verbindet Friedenweiler mit Neustadt und Schwärzenbach. 
Über das nördliche, bewaldete Gebiet der Gemeinde verläuft der Schwarzwald-Panorama-Radweg von Pforzheim nach Waldshut-Tiengen entlang der Langen Allee, die von Titisee-Neustadt nach Bräunlingen führt.

## Persönlichkeiten

### Ehrenbürger
- Joachim Egon Fürst zu Fürstenberg (1923–2002), Unternehmer[8]
- Josef Heizmann (1903–1993), Bürgermeister von 1952 bis 1969 in Friedenweiler (Ehrenbürger seit 1973)
- Clemens Hensler, Bürgermeister von 1980 bis 2013 in Friedenweiler (seit 2013)

### Söhne und Töchter der Gemeinde
- Simon Straub (1662/63–1730), Geigenbauer
- Paul Baer (1882–1957), Landrat

### Persönlichkeiten, die in dieser Gemeinde gewirkt haben
- Nikolaus Ganter (1809–1886), Maler und Schwarzwälder Lokaldichter, übernahm um 1840 das Bierhaus
- Felix Riemkasten (1894–1969), Schriftsteller, Esoteriker, Neugeistler und Yogalehrer, betrieb bis zu seinem Tod eine Yoga-Schule in Friedenweiler[9]
- Thomas Winterhalder, deutscher Uhrenmacher, gründete 1810 einen Vorläufer der Uhrenfabrik Winterhalder & Hofmeier und zog 1816 in das Alte Haus, das er zuvor vom Kloster übernommen hatte.[10]
- Paul Pietsch (1911–2012), Automobilrennfahrer und Verleger, wuchs in Friedenweiler bei seiner Mutter auf[11]
- Annika Knoll (* 1993), Biathletin, wuchs in Friedenweiler auf und startet für den SV Friedenweiler/Rudenberg